# اچ‌ام‌ای‌اس آلبانی (ای‌سی‌پی‌بی ۸۶)
اچ‌ام‌ای‌اس آلبانی (ای‌سی‌پی‌بی ۸۶) (به انگلیسی: HMAS Albany (ACPB 86)) یک کشتی است که طول آن ۵۶٫۸ متر (۱۸۶ فوت) می‌باشد. این کشتی در سال ۲۰۰۶ ساخته شد.